# Kuixak
Kuixak (en rus: Луговой Кушак) és un poble de l'óblast de Kírov, a Rússia, segons el cens del 2010 tenia 18. Pertany al districte (raion) de Viàtskie Poliani.